# Karl Heinz Behrens
Karl Heinz Behrens, auch Carl Heinz Behrens, (* 23. September 1889 in Celle; † 11. Juli 1940 im Ärmelkanal) war ein deutscher Mediziner und nationalsozialistischer Funktionär. Er war Gauobmann des Nationalsozialistischen Deutschen Ärztebunds (NSDÄB) für den Gau Hessen-Nassau.

## Leben
Nach dem Schulabschluss leistete Carl Heinz Behrens seinen Militärdienst ab. Anschließend studierte er Medizin in Marburg, Göttingen, München und in Frankfurt a. M., wo er auch promoviert wurde. Nach der Approbation arbeitete er zwei Jahre als Assistent an der Hautabteilung des Städtischen Krankenhauses in Mainz, bevor er sich 1922 in Frankfurt als Hautarzt niederließ.
Zum 7. Dezember 1925 trat er der NSDAP (Mitgliedsnummer 24.098) und noch vor 1933 der Sturmabteilung (SA) bei. Später wurde er Gauobmann des NSDÄB für den Gau Hessen-Nassau und Leiter der Ärztekammer Hessen-Nassau, die 1933 zur wichtigsten Aufgabe die „Erb- und Rassenpflege“ erhoben hatte.
1936 erfolgte seine Ernennung zum Leiter des Gauamtes für Volksgesundheit, gleichzeitig leitete er die Abteilung Gesundheit der Deutschen Arbeitsfront und die Nationalsozialistische-Volkswohlfahrt-Abteilung Volksgesundheit Hessen-Nassau. Seinen Lebensmittelpunkt wählte er in Frankfurt am Main. Sein dortiger Dienstsitz war das Adolf-Hitler-Haus, seine Wohnung hingegen befand sich in Zeil 63.
Karl Heinz Behrens diente in der Luftwaffe der Wehrmacht. Als Angehöriger der 1. Staffel des Kampfgeschwaders 1 flog er, während der Luftschlacht um England, mit seiner Heinkel He 111H-2 Luftangriffe auf britische Städte. Dabei wurde er am 11. Juli 1940 von britischen Hurricanes des 145 und 601 Squadrons über dem Ärmelkanal abgeschossen und kam ums Leben.